# Vlašim
Vlašim település Csehországban, a Benešovi járásban. Vlašim Radošovice, Vracovice, Ctiboř, Chotýšany, Kondrac, Řimovice, Pavlovice, Veliš, Zdislavice, Postupice és Hradiště településekkel határos. Lakosainak száma 11 455 fő (2024. január 1.).

## Népesség
A település lakosságának változását az alábbi diagram mutatja:
| Lakosok száma | 4040 | 4791 | 5075 | 7444 | 12 613 | 12 270 | 11 641 | 11 598 | 11 357 | 11 455 |
|               | 1869 | 1890 | 1921 | 1950 | 1980   | 2001   | 2017   | 2019   | 2022   | 2024   |